# Hoplodrina pseudambigua
Hoplodrina pseudambigua är en fjärilsart som beskrevs av Hans Zerny 1927. Hoplodrina pseudambigua ingår i släktet Hoplodrina och familjen nattflyn. Inga underarter finns listade i Catalogue of Life.